# USS Eldridge (DE-173)
El USS Eldridge (DE-173) fue un destructor de escolta de la clase Cannon de la Armada de los Estados Unidos que recibía su nombre en honor al teniente comandante John Eldridge, Jr., héroe de la invasión de las islas Solomon, conocido principalmente por su supuesta participación en el Experimento Filadelfia.

## Historial
Su quilla fue puesta en grada en el astillero Federal Shipbuilding and Dry Dock Company de Newark, Nueva Jersey, fue botado el 25 de julio de 1943 amadrinado por la viuda de John Eldridge, Jr., y Entró en servicio en el Astillero Naval de Nueva York el 27 de agosto de 1943 con C. R. Hamilton, de la reserva naval de los Estados Unidos al mando. Entre el 4 de enero de 1944 y el 9 de mayo de 1945, el Eldridge participó en las vitales tareas de escolta en el mediterráneo de transporte de hombres y materiales en apoyo a las operaciones aliadas en el norte de África y el sur de Europa. Realizó en total nueve viajes de escolta entre Casablanca, Bizerta, y Orán.
El Eldridge partió de Nueva York el 28 de mayo de 1945 para prestar servicio en el pacífico. Cuando se encontraba en rumbo a Saipán en julio, hizo contacto con un objeto subacuático, al que atacó inmediatamente, aunque no se observaron resultados. Arribó a Okinawa el 7 de agosto para tareas de escolta y patrulla local, y con el final de las hostilidades, una semana después, continuó realizando tareas de escolta entre Saipán-Ulithi-Okinawa hasta noviembre. El Eldridge fue puesto en reserva el 17 de junio de 1946.
El 15 de enero de 1951 fue transferido bajo el programa de asistencia a la defensa mutua a Grecia, donde sirvió con el nombre Leon (D-54). El Eldridge fue dado de baja en la Armada de Grecia el 5 de noviembre de 1992, y el 11 de noviembre de 1999, fue vendido para desguace a V&J Scrapmetal Trading Ltd.